# Settimana Santa di Teramo
La Settimana Santa di Teramo, incentrata in particolare sulle celebrazioni del Venerdì Santo, sono dei riti religiosi che vanno dalla Domenica delle Palme fino al Sabato Santo. Anticamente c'erano delle celebrazioni anche la Domenica di Pasqua. Queste celebrazioni religiose sono tra le più interessanti d'Abruzzo e tra le più antiche della regione, risalenti al XIII secolo.
Sono tre le arciconfraternite che curano le celebrazioni: Santa Maria della Cintola (detta "i Cinturati"), Santissimo Sacramento (detta l'"Annunziata") e il Suffragio.

## Storia
La nascita di tutti questi riti si ricollega al dramma sacro medievale, e un tempo erano quindi viventi.
Per quanto riguarda la Processione della Desolata, questa è uno dei riti più antichi d'Abruzzo, infatti nacque intorno al 1290, ma secondo alcuni sarebbe di alcuni decenni più antica, forse del 1260, anno di nascita dell'Arciconfraternita dei Cinturati che ne cura l'organizzazione.

## La Settimana Santa

### Domenica delle Palme
La Domenica delle Palme ricorda l'ingresso trionfale di Gesù a Gerusalemme. Ogni parrocchia della città organizza la propria celebrazione, la mattina: generalmente essa consiste in una breve processione lungo la via o la piazza antistante la chiesa, con i fedeli recanti in mano rami di palma o d'ulivo. Nel pomeriggio, intorno alle 18, avviene un'altra celebrazione, che coinvolge la parrocchia del Duomo e un'altra della città: il parroco del Duomo parte in processione dal Santuario della Madonna delle Grazie, attraversa l'arco di Porta Reale (detta anche Porta Madonna), e percorre alcune vie del centro storico per raggiungere la chiesa parrocchiale da dove partirà la processione (nel 2009 la chiesa di Sant'Antonio).  Qui lo attendono i fedeli con dei grandi rami di palma in mano: accompagnati dal sacerdote, essi entrano in chiesa per la benedizione delle palme, quindi escono di nuovo e si recano in processione verso la Cattedrale, dove avviene la messa presieduta dal vescovo.
La tradizione vuole che, nel pomeriggio, in nessuna chiesa della città, all'infuori del Duomo di Teramo, non si celebri la Messa.

### Lunedì, Martedì e Mercoledì Santo
In questi giorni generalmente non vi sono particolari celebrazioni.  Nelle chiesa avvengono messe e liturgie penitanziali.
Le tre confraternite protagoniste dei riti successivi (Cinturati, Annunziata e Suffragio) cominciano a preparare tutto il necessario che servirà per le processioni.

### Giovedì Santo
Il Giovedì santo ricorda l'Ultima Cena di Cristo. Oltre la tradizionale visita ai sepolcri, nel pomeriggio in Cattedrale avviene la messa solenne con il vescovo, si legano le campane e c'è l'adorazione eucaristica fino a mezzanotte.
Nella chiesa di Sant'Agostino la statua dell'Addolorata, esposta sull'altare, accuratamente pulita e riassettata nei giorni precedenti dai confratelli dell'arciconfraternita della Cintola, è al centro dell'Adorazione della Vergine, l'ultimo saluto dei fedeli alla Madonna prima della processione del venerdì mattina.

### Venerdì Santo

#### Processione dellaDesolata
È questo il rito per cui le celebrazioni della Settimana Santa a Teramo sono diventate famose.  Nonostante si svolga all'alba del Venerdì Santo, spesso accompagnato dal freddo, vede una folta partecipazione di fedeli (in particolare donne), che aumentano sempre più nel corso della processione.
Il rito della Desolata rievoca la ricerca della Madre angosciata del Figlio Gesù condannato a morte; questa "cerca" avviene per sette chiese di Teramo, che rappresentano anche i sette dolori di Maria Addolorata.
La processione è organizzata dall'Arciconfraternita dei Cinturati.
Verso le 3.30 del mattino i fedeli si radunano nella chiesa di Sant'Agostino da dove, alle 4.00, parte la processione.
Il sacro corteo è aperto da un confratello che regge una croce lignea recante i simboli della Passione, a cui seguono i fedeli, principalmente le donne: queste sono vestite completamente di nero o, comunque, portano un velo scuro sul capo, proprio come si usava un tempo. I fedeli dietro la croce portano, nel primo tratto della processione (quando è ancora buio), delle caratteristiche candele che rendono ancor più suggestiva la processione.
Vi è poi un gruppo di donne, anch'esse vestite a lutto, che intonano i canti sacri del Venerdì santo, seguono quindi il parroco del Duomo e i sacerdoti delle altre parrocchie di Teramo. Ed ecco, infine, apparire la statua lignea della Vergine Addolorata, detta appunto la Desolata: lo splendido simulacro, issato su una portantina lignea con un panno nero, è portato a spalla proprio da donne vestite di nero. A chiudere il corteo c'è la banda che intona i brani a lutto di autori teramani.
La processione percorre sempre lo stesso percorso, sostanto sempre nelle 7 chiese, secondo un rituale ormai consolidato: vengono percorse Piazza Sant'Agostino, Via Costantini, Via Capuani, Via Cerulli- Irelli, Corso San Giorgio, Piazza Garibaldi, Corso San Giorgio, Via Forti, Via Trento e Trieste, Vico Mazzaclocchi, Corso Porta Romana, Largo Proconsole, Via Cameli, Circonvallazione Spalato, Via Savini, Via De Albentiis, Corso De Michetti, Largo Melatino, Via Torre Bruciata, piccola strada dove si trova l'omonima torre, Via San Getulio, Via Niccola Palma, Piazza Orsini, Via Vescovado, Piazza Martiri della Libertà, Via Capuani e Piazza Sant'Agostino, quindi il rientro.
Le sette chiese in cui sosta la processione sono: chiesa del Cuore Immacolato di Maria, Duomo, chiesa di San Domenico, chiesa di Santo Spirito, chiesa della Madonna del Carmine, Santuario della Madonna delle Grazie, chiesa di Sant'Antonio e la chiesa dell'Annunziata.
In ognuna di queste chiese la Madonna entra per cercare suo Figlio condannato a morte, Gesù, e nelle prime sei chiese non lo trova; da evidenziare come, davanti alla chiesa di Sant'Antonio, si uniscano anche le autorità municipali.
Quando la processione arriva all'ultima chiesa, quella dell'Annunziata, sono da poco passate le 7.00. La statua della Madonna entra e questa volta trova finalmente Gesù morente, suo Figlio, giacente nel grandioso letto funebre a baldacchino, sorretto da angeli.  La Madonna sosta per parecchi minuti in questa chiesa e, dopo aver dato l'ultimo saluto al Figlio, esce dalla chiesa e riprende il suo percorso, rientrando in Sant'Agostino. Al momento del rientro, verso le 8.00, le donne cedono le redini della statua ai confratelli della Cintola.
In genere, subito dopo la processione, la statua della Madonna Addolorata viene portata, in forma privata, nel Duomo di Teramo e posizionata accanto ad un antico crocifisso del XV secolo.
Caratteristica della processione è che le strade percorse sono listate a lutto, e infatti i balconi dei palazzi sono coperti da drappi di stoffa nera o viola.

#### Processione del Cristo morto
La Processione del Cristo morto si svolge invece nel pomeriggio del Venerdì santo (generalmente inizia verso le 18.30) ed è curata dall'Arciconfraternita della Santissima Annunziata, dalla cui chiesa la processione parte.
Anche questa processione, seppur meno nota rispetto alla precedente, è molto partecipata e, anzi, a differenza della Desolata, la processione del Cristo morto è molto più pomposa e solenne, visto che sono portate in processione molte statue e inoltre vi è la presenza del Vescovo. Particolare ancor più interessante, vede la partecipazione di tutte e tre le confraternite, di tutte le autorità cittadine e anche di figuranti appositi.
La processione è aperta da un confratello dell'Annunziata incappucciato e vestito di nero, che porta una pesante croce di legno (illuminata sui tre bracci) dove pende il panno bianco del sudario; la tradizione teramana vuole che l'identità di questo confratello rimanga ignota, ma ormai questa tradizione si sta perdendo.
Segue quindi un altro confratello dell'Annunziata, vestito allo stesso modo, che porta il gonfalone della confraternita: una croce d'argento appesa ad un'asta decorata da una stoffa azzurra riccamente ricamata.  Seguono i confratelli che portano la statua di San Michele arcangelo, lignea, che nel 1948 andò a sostituire un altro San Michele "vivente", che dava luogo a distrazioni, scortata dall'Arciconfraternita del Santissimo Sacramento (mozzetta nera e tunica bianca); poi la Fede, caratteristica statua vestita di bianco raffigurante un giovane che porta una croce e che rivolge lo sguardo al cielo, portata in processione dalle consorelle dell'Annunziata (abito completamente nero, velo nero e guanti bianchi). Quindi le statue raffiguranti i simboli della Passione, portate a spalla da donne completamente vestite di nero: il Calvario (tre croci issate sulla stessa portantina), la corona di spine, la colonna della flagellazione, la tunica, la lancia e il gallo.
Seguono quindi i fedeli e le ultime due statue: il Cristo morto e la Madonna Addolorata.
Il simulacro del Cristo morto è adagiato su una splendida lettiga, una delle bare più grandi d'Abruzzo: il grande baldacchino, ricco di veli e stoffe preziose, con le aste sorrette da quattro angeli elegantemente vestiti, poggia su un grande tappeto nero ricamato d'oro, realizzato nel 1852 per volere della famiglia Bonolis. Il tappeto in alcuni punti tocca per terra, ed ecco perché alcune donne a lutto nel percorso della processione ne reggono i lembi. Nonostante sia di proprietà dell'arciconfraternita dell'Annunziata, l'onore di portare il Cristo morto è affidato a quella dei Cinturati.
Quindi, seguono le Cantarine (oggi ridottesi di numero) un gruppo di donne che intona le 'lamentele' (canti del Venerdì santo tipici di Teramo), le addoloratine, sette bambine vestite di nero che simboleggiano i sette dolori di Maria; la Veronica, bambina vestita con una tunica nera ed un velo viola con in mano un panno bianco con il volto di Cristo, a volte accompagnata dalla Maddalena, altra bambina vestita con un abito completamente nero e ricamato d'oro e con i capelli completamente sciolti.
E infine, l'Addolorata, custodita per tutto l'anno in un locale dell'Arciconfraternita dell'Annunziata, i cui confratelli la portano in processione. Questa statua dell'Addolorata è però diversa da quella usata nella processione mattutina: nella processione della sera, infatti, la statua è vestita ed è inoltre ben più antica della 'Desolata'.
La statua dell'Addolorata è seguita dalla banda e dai fedeli.
Dopo aver percorso tutto il centro storico di Teramo, la processione rientra nella chiesa dell'Annunziata verso le 21.00, anche se in passato il suo rientro (a causa delle numerose soste che avvenivano per fermarsi alla casa di un malato o di una persona miracolata) girava intorno alle 24.00.

### Sabato Santo
Il Sabato santo, con orario variabile tra la mattina e il pomeriggio, la statua della Desolata portata in processione la mattina del Venerdì santo viene ricondotta, in forma privata, dalla Cattedrale alla chiesa di Sant'Agostino.

### Domenica di Pasqua
Un tempo, la domenica di Pasqua, era molto più solenne: infatti, ogni parrocchia organizzava la propria processione con la statua del Cristo risorto; quella della Cattedrale era la più importante e veniva portata in processione anche la statua della Vergine Maria.
Oggi questi riti non sopravvivono più; nelle chiese parrocchiali si organizzano le messe solenni e in quella del Duomo c'è anche il Vescovo. Nel Duomo di Teramo viene inoltre esposta un'artistica statua di Gesù risorto, realizzata intorno al 1960- 1970.